# Album à colorier
Albums de Albert Marcœur
Albert Marcœur 
(1974) Armes et cycles
(1979)
Album à colorier est le deuxième album d'Albert Marcœur, paru en 1976.

## Réception
L'album est inclus dans l'ouvrage Philippe Manœuvre présente : Rock français, de Johnny à BB Brunes, 123 albums essentiels.

## Titres
Textes, musiques et arrangements sont d'Albert Marcœur, sauf indication contraire.
| 1. | Monsieur Lépousse          | 1:19 |
| 2. | Le Fugitif                 | 3:16 |
| 3. | Le Nécessaire à chaussures | 1:53 |
| 4. | Le Père Grimoine           | 3:31 |
| 5. | Doctorine                  | 2:57 |
| 6. | Le Jus d'abricot           | 2:31 |

| 7.  | La Cueillette des noix |                 | 3:47 |
| 8.  | Elle était belle       |                 | 3:34 |
| 9.  | Fermez la porte        | Pierre Vermeire | 1:29 |
| 10. | Là-d'dans              |                 | 4:28 |
| 11. | Ouvre-toi              |                 | 2:10 |

## Musiciens
- Albert Marcœur : clarinette, saxophone alto, piano, batterie, pipo, voix
- Christian Leroux : guitares
- Pascal Arroyo : basse
- Claude Marcœur : batterie, saxophone alto
- Gérard Nouvel : bugle, trompette, mélodion
- Pierre Vermeire : clarinettes, trombone, pipo, cornemuse, saxhorn, contrebasse
- Gérard Marcœur : percussions, batterie, balafon, pipo
- Denis Brély : basson, pipo
- François Lasalle : saxophone soprano, flûte, pipo, piccolo
- Monique Lorillard, Françoise Noirot : voix
- Michel Cousin : bandonéon
- François Ovide : guitares
- François Bréant : piano
- Marc Duconseille : saxophone alto
- Les enfants de Sébécourt : chœur

## Production
- Prise de son & mixage : Michel Roy
- Production : Jacques Denjean
- Remasterisation : Hansjürg Meier
- Crédits visuels : François Bréant (illustration), Bruno Le Trevidic (photos)